# Benndorf
Benndorf è un comune tedesco situato nel land della Sassonia-Anhalt.